# Lappula
- Commons
- Wikispecies

Lappula é um gênero de plantas pertencente à família Boraginaceae. Também conhecidas como sementes de vara.